# 岐阜県科学技術振興センター
岐阜県科学技術振興センター（ぎふけんかがくぎじゅつしんこうセンター）は、岐阜県各務原市にある岐阜県が運営する公共施設。テクノプラザ本館北棟にある。

## 概況
- 科学技術に関する研究開発、産官学の交流、情報提供を行うことにより、県の科学技術の振興に貢献することを目的とする。1999年（平成11年）2月に開設[2]。
- 科学技術図書資料室、大学、試験研究機関、民間企業向けの開放研究室がある。また、公的団体も入居する。
- 指定管理者制度により、三和サービスが管理運営を行っている。
- ロビーでは岐阜県の研究所（岐阜県産業技術総合センター、岐阜県セラミックス研究所、岐阜県生活技術研究所、岐阜県食品科学研究所など）の研究成果のパネル展示を行っている。

## 施設
- 科学技術図書資料室
- 開発研究室　（1 - 4）
- プラザホール
- 特別会議室
- AV会議室
- 会議室　（1 - 3）
- 研修室
- VRラボラトリー
- カフェテリア
- 交流サロン

## 機関、団体
- 一般社団法人岐阜県発明協会
  - 岐阜県知的所有権センター
- 一般社団法人岐阜県工業会
- 公益社団法人日本技術士会岐阜県支部
- 特定非営利活動法人K-ITシティー・コンソーシアム
- 公益財団法人岐阜県産業経済振興センター各務原支所

## 所在地
- 岐阜県各務原市テクノプラザ1丁目1　（テクノプラザ本館北棟）

## 交通アクセス

### 公共交通機関
- 岐阜バス「テクノプラザ」バス停より徒歩すぐ。
  - 岐阜駅（JR岐阜駅バスターミナル）、名鉄岐阜駅（名鉄岐阜のりば）より尾崎団地線「テクノプラザ」行き。
  - 名鉄各務原線三柿野駅よりVRテクノ線「テクノプラザ」行き。倉知線「せき東山」行き。
  - 長良川鉄道関駅（関シティターミナル）より倉知線「三柿野駅前」行き。

### 自動車
- 東海北陸自動車道岐阜各務原ICより約15分。
  - 岐阜各務原ICより国道21号を東進、「三ッ池町」交差点から岐阜県道17号江南関線を北上、「テクノプラザ口交差点」すぐ。
- 東海北陸自動車道関ICより約10分。
  - 関ICより国道248号を東進、「倉知西交差点」から県道17号を南下、「テクノプラザ口交差点」すぐ。